# Beni Dergoun
Beni Dergoun est une commune de la wilaya de Relizane en Algérie.

## Toponymie
Benu Dergoun. Peut être lié au tamazight drk fort ⴷⵔⴽ.

## Administration
De 1957 à 1961, le maire de la commune est René Béraud René et à partir de 1961 Mohamed Belahcenem. Beni Dergoun est instituée comme une commune mixte en décembre 1984. Le premier président de l'APC (maire) élu est Hattab Madani du 13 décembre 1984 au 12 décembre 1989. De décembre 1989 jusqu'à l'élection de 1991, la commune a été gérée par une délégation provisoire. En 1991, le président élu est Mohamed Bessafi, puis Abdelkader Benchohra est désigné comme président provisoire jusqu'à son assassinat par les terroristes.[réf. nécessaire]

## Services publics
La commune est équipée d'une salle de soins[Quoi ?], d'une polyclinique, d'une brigade de gendarmerie, d'un lycée, d'un bureau de poste, de deux C.E.M. (collèges) et de huit écoles primaires dont six reparties sur la commune (à Touabet, Hsainia, Houawcha, Ghdadba, Ghaidia et Khouled).